# نقابة مخرجي الفن
نقابة مخرجي الفن  (بالإنجليزية: Art Directors Guild)‏ إختصارا (ADG) هي نقابة عمالية أمريكية ومقر محلّي للتحالف الدولي لدى موظفي المسرح (IATSE) تمثّل 3278 من محترفي التصوير السينمائي والتلفزيوني في الولايات المتحدة وكندا.
تشمل الفعاليات التي ترعاها نقابة ADG جوائز ADG السنوية للتميز في تصميم الإنتاج، والمجلة الإخبارية الفصلية الاحترافية Perspective، ومعرض فني يسمى غاليري 800، وبرامج تدريب تكنولوجي، وجمعية أفلام.

## العضوية
Local 800 لها أربعة تصنيفات حِرفية:
1. مخرجو فن
2. فنانو المشهد، العنوان والتشكيل
3. الرسامون، رسامو الفن المطفي
4. مصممو المسرح وصانعو النماذج

بالإضافة تسعى النقابة إلى أن توسع فوائد العضوية لفناني الـPrevis.
حرف فردية مُمَثّلة في النقابة:
- مصممو الإنتاج
- مخرجو فن
- مساعدو مخرجي الفن
- مصممو المسرح
- فنانون التشكيل
- الرسامون
- رسامو الفن المطفي
- صانعو النماذج
- فنانو المشهد
- فنانو الـPrevis

## المنشأ

### نقابة مخرجي الفن
كانت تدعى النقابة بمجتمع مخرجو فن الصور المتحركة (SMPAD)، وكانت مؤسسة من قبل تسعة وخمسين مخرج فني في لقاء تاريخ 6 ماي 1937 في فندق هوليوود روزفيلت.
بعد الحرب العالمية الثانية، تعاقد الكثير من منظمات موظفي هذا المجال، منها SMPAD، مع الـIATSE لتمثيل اتحاد شامل. أصبحت SMPAD أكثر فعالية، وزاد عدد العضوية، ووسّعت فرص مع تطوّر التلفزيون. عام 1967، أضافت المنظمة «التلفزيون» لاسمها قبل أن تثبت على الاسم الحالي، «نقابة مخرجي الفن» عام 1998.

### فنانو المشهد، العنوان والتشكيل
كان إنشاء مقر (المعروف بـLocal 816 سابقًا) في مارس 1949 يرمز بأول مرة ينشأ مقر يمثّل فناني المشهد وفناني العنوان في هوليوود. سابقًا، كان الأعضاء جزءًا من Local 644 لدى مؤتمر اتحاد الستوديو (CSU). لكن الأغلبية العظمى كانوا دهّانو مسرح ومعلّقو ورق وأيضًا مصممو مسرح. ولم يتمكن فناني المشهد من التنظيم الخاص حتى تم تصفية الإضرابات الطويلة من قبل الـCSU. هؤلاء الفنانون أصبحوا رواد في مجالهم، ومسؤولون عن وضع وتطوير الطرق المستخدمة لإنشاء مشاهد مصوّرة لا مثيل لها في العالم.
كبُرَ حجم وقوة المقر مع إدخال عقود التلفزيون في أوائل الخمسينات. في ذاك الوقت، كان التلفاز وصلةً من المسرح الحي وتطلب الكثير من خلفيات ثنائية الأبعاد بدلًا من الثلاثية الأبعاد التي تستعمل في الأفلام. مع تغير طبيعة خلفيات التلفزيون، توسعت مسؤوليات فنانو المشهد لإضافة رسامي المسرح. كان Local 816 المقر الوحيد في مجال الترفيه الذي عمل في كل من مجالات العمل الثلاثة: الفيلم، التلفزيون، والمسرح.
في يناير 2003، اتحد الـ850 عضو من نقابة مخرجي الفن مع الـ650 عضو من فناني المشهد، العنوان والتشكيل لإنشاء نقابة مخرجي الفن وفناني المشهد، العنوان والتشكيل.

### الرسّامون، فنانو لوحة القصة، ورسامو الفن المطفي
في الثلاثينات، كان الرسامون ورسامو الفن المطفي جزءًا من فدرالية حرفة الصور المتحركة. عام 1941، أصبحوا جزءًا من مؤتمر اتحاد الستوديو. عام 1945، تلقوا مقرهم الموثق، Local 790 في IATSE، وفي الخمسينات أصبحت المنظمة الرئيسية التي تمثل فئات الأعمال الصور المتحركة والتلفزيون ما وراء الكاميرا.
في 1 يوليو 2008، بأمر من الرئيس الدولي للـIATSE ثوماس شورت، تم دمج Local 790 للرسامين ورسامي الفن المطفي مع Local 847 لمصممي المسرح وصانعي النماذج لتكون Local 800.

## جوائز الإبداع في التصميم الإنتاجي
تُعرَض جوائز الإبداع في التصميم الإنتاجي سنويًّا من قبل نقابة مخرجي الفن حتى يُعترَف بإبداع مصممي الإنتاج ومخرجي الفن في عالم الفن والتلفزيون.

## بهو الشهرة
أسّست نقابة مخرجي الفن بهو الشهرة عام 2005 لتكرّم كبار مصممي الإنتاج ومخرجي الفن السابقين. يضم بهو الشهرة أعضاء جدد سنويًّا، وأول مجموعة انضمت رسميًّا في الحفل التاسع لجوائز الابداع في التصميم الإنتاجي يوم 12 من فبراير 2005.

## أرشيف
يحتوي أرشيف أكاديمية الفيلم على تجميع نقابة مخرجي الفن، التي تضم تسجيلات من مناسبات و15 مقابلة أُديَت في 2012 و2014 مع فناني مشهد، حيث كان يتناقشوا عن مهنهم ومشاريعهم.